# Spanker
De Spanker is een houten zeilboot die rond 1960 werd ontworpen door Ericus Gerhardus van de Stadt in opdracht van de toenmalige zeilbond KVvNWV. De boot wordt gezeild door ten minste twee personen, maar hij is groot genoeg om door meer dan twee personen gezeild te worden. De Spanker is een volledige zeilboot die uitgerust is met een spinnaker en een trapeze. Bovendien is de boot trailerbaar en kunnen vier personen in de boot overnachten. Ook kan de boot als bouwpakket worden aangekocht en door de eigenaar zelf opgebouwd worden. De Spanker is mede door zijn relatief lange waterlijn en groot zeiloppervlak een snelle boot. De boot kan zowel gebruikt worden om wedstrijden mee te varen als om te toerzeilen. In de jaren 70 werden zo'n 50 Spankers per jaar gebouwd. Momenteel zijn er reeds een kleine duizend boten gemeten. Echter, het totaal aantal gebouwde boten ligt hoger omdat niet alle eigenaars hun boot laten meten. Het hoogtepunt van het competitiezeilen met Spankers was eind jaren 70. Toen verschenen ongeveer 60 boten aan de start. Vanaf de jaren 80 nam de populariteit van de boot af door de algemene afname in de belangstelling voor het wedstrijdzeilen en door de zwakke economische conjunctuur. Ondanks de verminderde belangstelling tijdens de jaren 80 herstelt de populariteit van de boot zich deels.

## Meting
Met Spankers wordt competitie gezeild. Om de eerlijkheid van de competitie te waarborgen wordt erop toegekeken dat alle boten, binnen een bepaalde marge, dezelfde afmetingen hebben. Dit wordt gecontroleerd door middel van metingen. Bij nieuwe boten wordt dit gedaan door een aantal vaste punten te meten. Wanneer men een Spanker restaureert dient dit volgens bepaalde voorschriften te gebeuren, zodanig dat er zo min mogelijk veranderingen aan de boot kunnen aangebracht worden. Een KNVW-verbondsmeter komt na het repareren van de boot controleren of de restaurateur zich inderdaad aan de voorschriften heeft gehouden. Ook moet de boot sowieso om de 3 jaar worden gemeten door een KNVW-verbondsmeter om te controleren of de boot nog conform is. Tijdens de meting dient de boot leeg en droog te zijn.